# Simon Ings
Simon Ings (* 1965 in Horndean, Hampshire, Großbritannien) ist ein britischer Science-Fiction-Autor, der wohl am ehesten dem Genre des Cyberpunk zuzurechnen ist. In Deutschland wurde bisher sein Roman Datafat veröffentlicht, der von künstlicher Intelligenz und künstlichem Leben handelt, sowie sein Sachbuch über das Auge. Im Frühjahr 2007 erschien The Weight of Numbers unter dem Titel Die unerbittliche Pünktlichkeit des Zufalls auf Deutsch.

## Werke
- Hot Head. 1992.
- City of the Iron Fish. 1994.
- Hotwire. London, 1995 (deutsch: Datafat, übersetzt von Barbara Slawig. München 1999)
- Headlong. 1999.
- Painkillers. 2000.
- The Weight of Numbers. 2006 (deutsch: Die unerbittliche Pünktlichkeit des Zufalls, übersetzt von Walter Ahlers. München 2007)
- The Eye: A Natural History, Bloomsbury, 2007 (deutsch: Das Auge – Meisterstück der Evolution, übersetzt von Hainer Kober. Hoffmann & Campe, 2008) (USA: A Natural History of Seeing: The Art and Science of Vision. First published in Great Britain under the title The Eye: A Natural History. New York: WW Norton, 2008)
- Dead Water, Corvus Books/Atlantic Books, 2010, ISBN 978-1-84887-888-4.
- Wolves, Gollancz, 2014, ISBN 978-0-575-11973-4.